# François Asselineau
François Asselineau (IPA: /fʀɑ̃ˈswa ˈaslino/), född 14 september 1957 i Paris, är en fransk ämbetsman och politiker.
Asslineau var aktiv inom Rassemblement pour la France (RPF) och Union pour un mouvement populaire (UMP) innan han 2007 grundade det egna partiet Union populaire républicaine (UPR). Partiet förespråkar att Frankrike ska dra sig ur Europeiska unionen, eurozonen och Nato. Asslineau ställde upp i presidentvalet 2012 och i presidentvalet 2017 där han fick 0,92 procent i första omgången.